# 熊本県道245号共栄千丁停車場線
熊本県道245号共栄千丁停車場線（くまもとけんどう245ごう きょうえいせんちょうていしゃじょうせん）は、熊本県八代市を通る一般県道である。

## 概要

### 路線データ
- 起点：熊本県八代市昭和同仁町（熊本県道322号大牟田大鞘八代港線交点）
- 終点：熊本県八代市千丁町吉王丸（熊本県道246号千丁停車場興善寺線起点、熊本県道346号新八代停車場線上）

## 路線状況

### 重複区間
- 熊本県道346号新八代停車場線（八代市千丁町新牟田・千丁町古閑出交差点 - 八代市千丁町吉王丸（終点））

## 地理

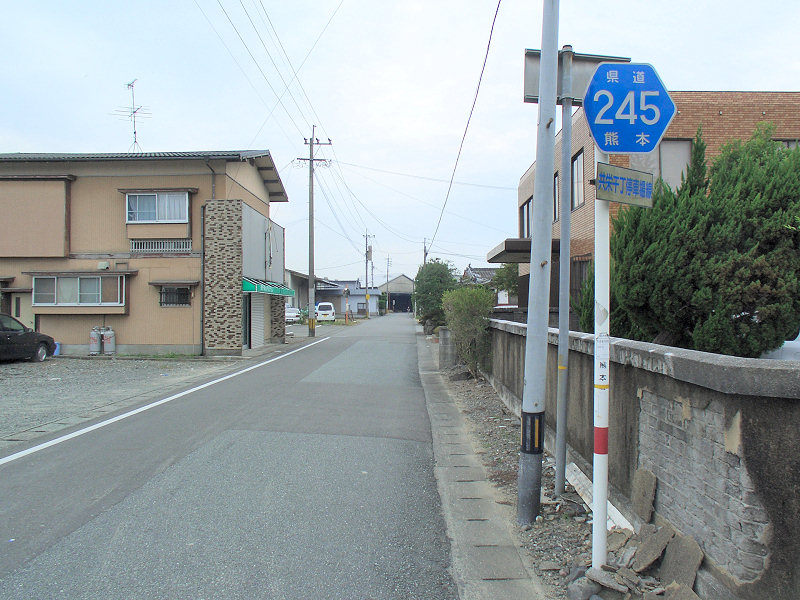
終点付近の様子（千丁駅前）

### 通過する自治体
- 八代市

### 交差する道路
| 交差する道路                                                             | 交差する場所 | 交差する場所       |
| ------------------------------------------------------------------------ | ------------ | ------------------ |
| 熊本県道322号大牟田大鞘八代港線                                          | 昭和同仁町   | 起点               |
| 熊本県道338号八代不知火線                                                | 千丁町古閑出 | 千丁町古閑出交差点 |
| 熊本県道42号八代鏡線                                                     | 千丁町古閑出 |                    |
| 熊本県道14号八代鏡宇土線 熊本県道346号新八代停車場線 重複区間起点        | 千丁町新牟田 | 千丁町古閑出交差点 |
| 熊本県道246号千丁停車場興善寺線 熊本県道346号新八代停車場線 重複区間終点 | 千丁町吉王丸 | 終点               |

### 交差する鉄道
- 九州新幹線

### 沿線
- 八代市立昭和小学校
- 八代市立千丁中学校
- 八代市役所 千丁支所
- JR九州鹿児島本線 千丁駅